# Lycia eremita
Lycia eremita là một loài bướm đêm trong họ Geometridae.